# Johann Jakob Stehlin (1803–1879)
Johann Jakob Stehlin Starszy (ur. 20 stycznia 1803 w Bazylei, zm. 18 grudnia 1879 tamże) – szwajcarski architekt i polityk, członek Rady Kantonów (1848–1853) i deputowany do Rady Narodowej (1853–1875), której przewodniczył w latach 1858–1859 i 1867–1868, burmistrz Bazylei w latach 1858–1873.

## Życiorys
Johann Jakob Stehlin urodził się 20 stycznia 1803 roku w Bazylei .
Po ukończeniu szkół publicznych w Bazylei, zdobył wykształcenie budowlane w Niemczech, praktyki odbył w Monachium, Wiedniu, Berlinie i Hamburgu . Do 1853 roku prowadził zakład stolarski ojca . Był członkiem miejskiego komitetu budowlanego (niem. Basler Baukollegium) i odegrał znaczącą rolę przy rozbudowie miasta i kantonu w latach 1834–1858 . Budował przede wszystkim wille, kamienice i domy dla robotników .
Angażował się politycznie na poziomie lokalnym i federacyjnym – w latach 1833–1872 zasiadał w większej radzie Bazylei (niem. Basler Grosser Rat), w latach 1847–1875 w mniejszej radzie Bazylei (niem. Basler Kleiner Rat), a w latach 1848–1853 w Radzie Kantonów i w latach 1853–1875 w Radzie Narodowej, której przewodniczył w latach 1858–1859 i 1867–1868 . W 1855 roku został wybrany do Szwajcarskiej Rady Związkowej, jednak nie przyjął tej nominacji .
W latach 1858–1873 był burmistrzem Bazylei . W tym okresie nadzorował rozbudowę i modernizację miasta . W latach 1871–1876 pełnił funkcję wiceprzewodniczącego zarządu linii kolejowej Gotthardbahn .
Zmarł 18 grudnia 1879 roku w Bazylei . Z żoną Helene Burckhardt miał dwóch synów – Johanna Jakoba Stehlina (1826–1894), architekta i Karla Rudolfa Stehlina (1831–1881), polityka .